# Pyry Niemi
Pyry Heimo Juhani Niemi, född 7 januari 1965 i Finland, är en svensk politiker (socialdemokrat), som var ordinarie riksdagsledamot 2010-2022, invald för Uppsala läns valkrets.
Niemi har bland annat arbetat som lärare och egen företagare. Han har en bakgrund inom kommersiell radio som säljare på då nystartade Bandit 105.5 och som försäljningschef för Lugna Favoriter. Före invalet i riksdagen 2010 arbetade han som organisationsombudsman med ansvar för medlemsvärvning på Pensionärernas riksorganisation.
Han var tidigare i sin politiska karriär kommunpolitiskt aktiv i Håbo kommun och Solna kommun. Han var även aktiv i Uppsala läns landsting bland annat som ledamot i landstingsfullmäktige 2002–2012 och i landstingsstyrelsen 2006–2013. Inom Socialdemokraterna har han innehaft uppdrag bland annat som ordförande i Bergshamra (1991–1994), Råsunda (1994–1998) och Håbo arbetarekommun (2004–2013). Han är sedan 2011 vice ordförande för Uppsala läns partidistrikt.
Han är ordförande för Upplands Idrottsförbund och SISU Idrottsutbildarna i Uppland.
Niemi leder riksdagens delegation till parlamentariska Östersjökonferensen (där han även var ordförande 2020–2021) sedan 2018 och efterträdde Åsa Westlund som ordförande i EU-nämnden i oktober 2020. Under sin tid i riksdagen har han även varit ledamot i utrikesutskottet, ledamot och suppleant i miljö- och jordbruksutskottet, samt suppleant i försvarsutskottet och kulturutskottet.